# Матай (станция)
Станция Матай (каз. Матай станциясы) — железнодорожная станция Казахстанских железных дорог, расположенная в селе Матай в Аксуском районе Жетысуской области Казахстана.

## История
Станция основана в 1931 году. До 1959 года носила название Мотай.
С осени 1937 года по август 1938-го Михаил Калашников работал в отделении Туркестано-Сибирской железной дороги. Сначала учётчиком, затем техническим секретарём. В октябре 1941 года получил ранение под Брянском. В госпитале по-настоящему загорелся идеей создания своего образца автоматического оружия. Начал делать наброски и чертежи, сопоставляя и анализируя собственные впечатления о боях, мнения товарищей по оружию, содержание книг госпитальной библиотеки. Пригодились также советы одного лейтенанта-десантника, до войны работавшего в некоем НИИ и хорошо знавшего системы стрелкового оружия, а также историю их создания.
По направлению докторов был отправлен на реабилитацию в шестимесячный отпуск. Вернувшись в Матай, с помощью специалистов депо через три месяца создал опытный образец своей первой модели пистолета-пулемёта. Из Матая командирован в Алма-Ату, где изготовил более совершенный образец в учебных мастерских Московского авиационного института, эвакуированного в столицу Казахстана.